# Rana Adhikari
Rana Adhikari (1974) é um físico indo-estadunidense, que trabalha com detectores de ondas gravitacionais.
Adhikari estudou física a partir de 1996 na Universidade da Flórida, e obteve um doutorado em 2004 no Instituto de Tecnologia de Massachusetts, orientado por Rainer Weiss, com a tese Sensitivity and noise analysis of 4 km laser interferometric gravitational wave antennae. No pós-doutorado esteve no LIGO, Instituto de Tecnologia da Califórnia, onde foi em 2006 professor assistente e em 2012 professor. É também desde 2012 professor adjunto no Tata Institute of Fundamental Research.
Recebeu o New Horizons in Physics Prize de 2019.